# Modbook

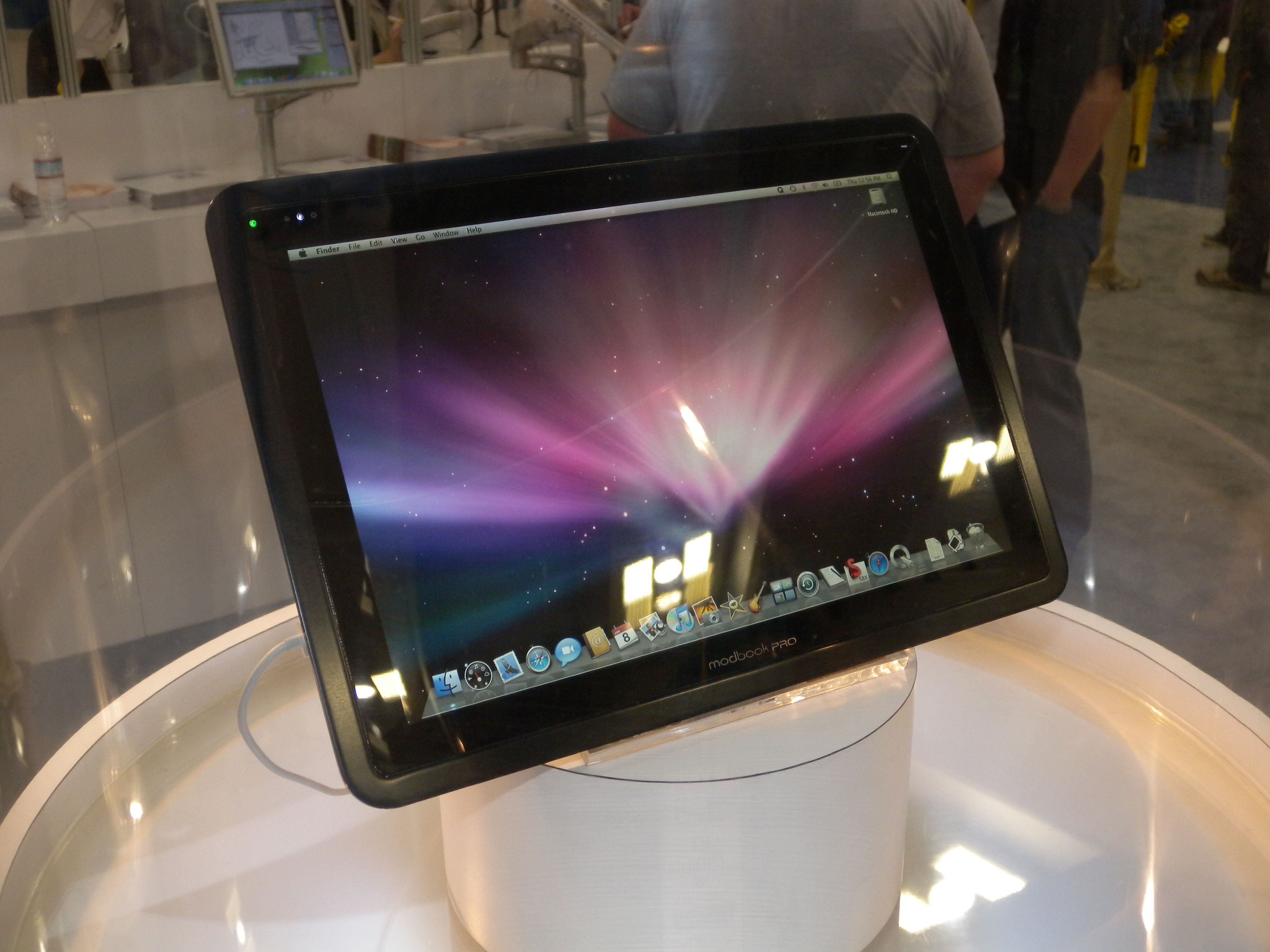
ModBook Pro met Mac OS X als besturingssysteem

Een Modbook is een gemodificeerde MacBook in de vorm van een tablet. Het product werd ontwikkeld door Axiotron, dat hiermee in 2007 de Macworld Expo's Best of Show Award won door een MacBook te combineren met touchscreen-functionaliteit.
Aan het MacBook wordt een "active digitizer" met Wacom-technologie toegevoegd. Wacom is een bedrijf dat tablets produceert en een "active digitizer" is een stuk hardware dat ervoor zorgt dat men met een speciale pen op het scherm kan schrijven. De pen die men gebruikt bij het Modbook heeft 512 verschillende drukniveaus. Een tekenprogramma bijvoorbeeld weet hoe hard de gebruiker op de pen drukt. Ook zitten er aan de zijkant en aan het uiteinde van de pen extra knoppen. Het scherm is door Axiotron bedekt met chemisch versterkt glas (ForceGlass) en lichtreflectie is geminimaliseerd. Ook wordt er een laag toegevoegd die de gebruiker het gevoel geeft alsof hij op papier aan het schrijven is. Ook is een GPS-ontvanger toegevoegd.

## Concurrentie
In 2010 kreeg het Modbook serieuze concurrentie van de iPad. De iPad is kleiner en minder krachtig en draait ook geen Mac OS X. De iPad is wel dunner en lichter. Het is tegenwoordig ook een trend om een digitizer te gebruiken om te tekenen, en dit is niet mogelijk op de iPad. Het is zelfs zo dat toen de iPad op de markt kwam, het Modbook alleen maar populairder werd, doordat velen vonden dat de Apple-variant op een aantal vlakken tekortschoot. Toch is de iPad veel vaker verkocht.